# Jovenel Moïse
Jovenel Moïse, haitski podjetnik, politik, * 26. junija 1968, † 7. julij 2021.
Jovenel Moise se je rodil v Trou du Nord, Nord-Est 26. junija 1968. Julija 1974 se je njegova družina preselila v haitsko prestolnico Port-au-Prince. Leta 1996 se je poročil s sošolko Martine Marie Etienne Joseph. Istega leta sta zapustili prestolnico in se preselil v Port-de-Paixu, da bi razvili podeželska območja. Leta 2015 ga je predsednik Michel Martelly Moïseja imenoval za predsedniškega kandidata. Moïse je v prvem krogu volitev, ki so potekale 15. oktobra 2015, prejel 32,8 % glasov in se uvrstil v drugi krog z drugouvrščenim Judejem Célestinom. Zmagal je Jude Célestinom, ker naj bi Moïse dosegel le 6 % glasov. Številni opazovalci so izide volitev razglasili za prevaro. Tisoči prebivalcev so se udeležili nasilnih protestov in zahtevali razveljavitev drugega kroga volitev.
27. novembra 2016 so sporočili, da je Moïse v prvem krogu ponovljenih volitev zmagal, pri čemer je volilna udeležba po ocenah znašala 21 %.

## Atentat
Predsedniški mandat mu je potekel 7. 2. 2021, vendar Moïse svoje funkcije ni hotel zapustiti, z argumentom, da se zaradi ponovljenih volitev petletni mandat izteče eno leto kasneje. Posledično so v državi izbruhnili protesti, ki so zahtevali predsednikov umik ter mu očitali korupcijo in vzpostavljanje diktature. 7. julija okrog enih zjutraj je bil ubit v atentatu, njegova žena pa je bila odpeljana v bolnišnico s hudimi poškodbami. Haitijska policija je o atentatu dejala, da ga je izvedlo 26 Kolumbijcev in 2 Američana, vsi haitijskega rodu. 17 storilcev so že aretirali, 3 so bili ubiti, 5 jih je še v begu. Med storilci naj bi bili tudi kolumbijski vojaki. Ob njegovem atentatu je v državi zavladal kaos, predsedovanje je prevzel premier Claude Joseph, uvedene so bile izredne razmere. 10. julija je Haiti za pomoč pri varovanju zaprosil tudi Združene države Amerike in Organizacijo združenih narodov.
Po njegovem atentatu se je haitska politična kriza še bolj poglobila, kar se kaže v povečanju števila ugrabitev ter drugih kriminalnih dejanj.